# Erepsia promontorii
Erepsia promontorii är en isörtsväxtart som beskrevs av L. Bol. Erepsia promontorii ingår i släktet Erepsia och familjen isörtsväxter. Inga underarter finns listade i Catalogue of Life.